# Mortal Kombat vs. DC Universe
A Mortal Kombat vs. DC Universe egy crossover videójáték, a Midway Games kiadótól és egyben a méltán híres Mortal Kombat-sorozat tagja, a megjelenési időpontja pedig 2008. november 16-a. A játékban szerepet kap a Mortal és a DC univerzum valamennyi tagja. A játék történetét Jimmy Palmiotti és Justin Gray képregényírók írták.
A játék az Epic Games Unreal Engine 3 nevű motorját használja, PlayStation 3-on és Xbox 360-on egyaránt.

## Játékmenet
A játék sztori módja lehetővé teszi, hogy a játékos két perspektívából (Mortal vagy DC univerzum) vigye végig a játékot. Attól függően, hogy melyik oldalt választjuk, láthatjuk a karakterek helyszíneit, világát. A játékot a fejezetekre osztott harcok megnyerésével lehet végigjátszani.
A játékmenet új módokat is felvonultat, ezek közül az egyik a Free-fall Kombat, ami során ha a játékos az ellenfelét egy alacsonyabb szintre üti, esés közben lehetőséget kap rá, hogy a megfelelő gombok bevitelével üsse és sebezze. A Klose Kombat során a két játékos harc közben meg tudja egymást ragadni és közben attól függően hogy ki a gyorsabb, nagyfokú sebet tud okozni az ellenfélnek. A Test Your Might ezúttal egy mini-játékként szerepel a harc során. A játékos a megfelelő alkalmakkor képes megragadni az ellenfelet és több falon is keresztüldobni. Az utolsó újítás a Rage Mod, amivel előhozható egy, csak a karakterre jellemző támadástípus, ami nagyfokú sebzést okoz. Mindazonáltal a főellenségnél, Dark Khan-ál ez használhatatlan.
A harcok során a karaktereken látszanak az sebzések által okozott horzsolások, törések és sebek. A kivégzések benne maradtak a játékban, de halálos kombinációkat csak a Mortal szereplők és a DC univerzum ellenségei képesek csinálni, a szuperhősöknek egy másfajta kivégzési módot, úgynevezett "heroic brutality"-t alkottak meg, ami során a hősök nem ölik meg az ellenfelet.

### Karakterek
Az interjúkból kiderült, hogy a karaktereket a népszerűségük nagysága miatt választották ki. Ed Boon szerint a játék fejlesztésekor csökkenteni kellett a DC hősök képességeinek mértékét, hogy a játékot kiegyensúlyozottá tegyék. Erre a legjobb példa Superman, akinek nagy mértékben kellett csökkenteni a képességei sebzési mértékét.
| A Mortal Kombat univerzum szereplői | A DC univerzum szereplői |
| ----------------------------------- | ------------------------ |
| Baraka                              | Batman                   |
| Jax                                 | Marvel Kapitány          |
| Kano                                | Macskanő                 |
| Kitana                              | Darkseid                 |
| Liu Kang                            | Deathstroke              |
| Raiden                              | Flash                    |
| Scorpion                            | Green Lantern            |
| Shang Tsung                         | Joker                    |
| Shao Kahn                           | Lex Luthor               |
| Sonya Blade                         | Superman                 |
| Sub-Zero                            | Wonder Woman             |

## Történet
A Mortal Kombat vs. DC Universe nem követi kronológiailag az előző Mortal részeket, mivel Jimmy Palmotti a történet írója kitalált egy másik történet és idő kontinumot a játék kedvéért.
Earthrealm megtámadása után Raiden legyőzi a gonosz Shao Kahn-t és beledobja egy portálba, majd bezárja. Ugyanekkor egy másik univerzumban, a Föld bolygón Superman megállítja a könyörtelen Darkseid-ot, behajítja a Boom kockába, így megakadályozva a további pusztítást. Az események rettenetes fordulatot vesznek, egyikük sem pusztul el, hanem egy hatalmasabb erőve, Dark Kahn-á alakul. Ezáltal a két világ egybeolvad.
A két világ összeolvadása következtében a hősök ereje ingadozni kezd és gyakran erős dühkitörések lesznek rajtuk urrá. Ennek hatására Supermannek csökken sebezhetetlensége és Joker nagyobb erőhöz jut. Mivel mindkét világ azt hiszi, hogy a másik okozta a világok összekeveredését, megküzdenek egymással. Végül csak Raiden és Superman marad. Mikor rájönnek az igazságra, hogy egyik fél sem szövetkezett az ellenséggel, összefognak és legyőzik Dark Kahn-t, így visszaállítva az egyensúlyt a világok között. Mindenki a saját világába tér vissza, kivéve a két ellenfelet, akik így elvesztették erejüket. Darkseid-ot Netherrealm-ba viszik, Shao Kahn-t pedig bezárják a Fantom zónába.

## Fejlesztés
A fejlesztés kezdő szakaszánál parancsba adták hogy a játéknak mindenképpen "teen" korhatárt kell kapnia, így csökkenteni kellett a kivégzések számát és folyamatát. Az észak-amerikai verzióban Joker és Deathstroke első kivégzése csak egy sima fejbelövés, az angliainál ugyanez, de közben távolról mutatják.

## Megjelenés
A játékot 2008. november 16-án adták ki Észak-Amerikában, két változatban. A sima változat csak a játékot és a hozzá járó kézikönyvet tartalmazta. A Kollector's Edition kiadás tartalmaz egy extra DVD-t, amin rengeteg információ van a játék készítéséről, fejlesztéséről. A kiadás tartalmaz még egy 16 oldalas Mortal Kombat vs. DC Universe: Beginnings című képregényt, amit a Mortal Kombat egyik kitalálója, John Tobias rajzolt. A kiadás kiemelkedő eleme a festett borító, amit Alex Ross készített.
Az alkotás nagyrészt pozitív értékeléseket kapott, sok kritikus megjegyezte, hogy kiemelkedően jó a harcrendszer és a DCU karaktereit is remekül megalkották. Negatív elemeket is tartalmazt, ezek közül a legkirívóbb a kevés megnyitható és extra dolog.
Ed Boon, a játék egyik fejlesztője elárulta, hogy a későbbiekben különböző DLC-ket adnak ki a játékhoz, valamint nyilvánosságra hozta Kung Lao és Doomsday szerepeltetését.